# Jakow Gering
Jakow Giermanowicz Gering (ros. Яков Германович Геринг, ur. 29 lutego 1932 w miejscowości Luksemburg (obecnie Bolnisi), zm. 21 listopada 1984 we wsi Konstantinowka w obwodzie pawłodarskim) – radziecki zootechnik, przewodniczący kołchozu, Bohater Pracy Socjalistycznej (1966).

## Życiorys
Był Niemcem, potomkiem osadników ze Szwabii mieszkających w Gruzji. W 1938 jego ojciec został aresztowany, a w 1941 rodzina deportowana do Kazachstanu. Po ukończeniu szkoły pracował w kopalni w Karagandzie, jednak w wyniku wypadku górniczego został inwalidą. W 1956 ukończył z wyróżnieniem technikum weterynaryjne, później pracował jako zootechnik w kołchozie w rejonie uspienskim w obwodzie pawłodarskim, a w 1959 został przewodniczącym tego kołchozu. Jego imieniem nazwano ulicę w Pawłodarze.

## Odznaczenia
- Medal Sierp i Młot Bohatera Pracy Socjalistycznej (22 marca 1966)
- Order Lenina (dwukrotnie – 22 marca 1966 i 19 lutego 1981)
- Order Rewolucji Październikowej (24 grudnia 1976)
- Order Czerwonego Sztandaru Pracy (8 kwietnia 1971)

I medale.